# Dizain
En la mètrica francesa, es diu dizain a les estrofes compostes per deu versos. Es formen, generalment, amb l'addició d'un quartet (quatrain, en francès) i un sextet (sizain). Poden ser isomètriques, o bé heteromètriques, amb versos de 7 o 8 síl·labes.
És equivalent a la dècima de la poesia en espanyol.

## Exemples
| «                                | :Un rare écrivain comme toi Devrait enrichir sa famille, D'autant d'argent que le feu roi En avait mis dans la Bastille. Mais les vers ont perdu leur prix; Et pour les excellents esprits, La faveur des princes est morte. Malherbe en ect âge brutal, Pégase est un cheval qui porte Les grands hommes à l'hópital. | » |
| — François Maynard (1582 – 1642) | |   |